# Híti offenzíva
A Híti offenzíva, más néven a sivatagi hiúz hadművelet, az iraki kormány által indított egyik offenzíva volt az anbári offenzíva során, melynek a célja Hít és Hít kerület visszafoglalása volt az ISIL-től. Miután az iraki seregek visszafoglalták Ramádit, már csak Fallúdzsa és Hít maradt az ISIl kezén a nagyobb városok közül Anbár kormányzóságban. 2016. április 14-re az iraki seregek teljesen visszafoglalták Hítet és Hít kerület nagy része is az ő fennhatóságuk alá került.

## Előzmények
Február 19-én lett nyilvános, hogy a folyamatban lévő Anbár kormányzósági offenzívában az iraki hadsereg következő nagyobb célpontja Hít lesz. Itt a becslések szerint 12000 polgár és 300-400 milicista tartózkodott, akiknek a környező területeken még voltak erősítéseik. Február 23-án az iraki kormány erősítést küldött a Hít melletti Al Asad légibázisra, hogy felkészüljenek egy későbbi támadásra, melyben visszaszerzik Hítet és Kabisa városát. Aznap Hít kormányzóságban elharapóztak a harcok az ISIL és a helyi szunnita törzsek között. Másnap az USA vezette koalíciós erők megsemmisítették az ISIL erődítményeit Hítben és Kabisaban, és több ISIL-harcost megöltek. Február 28-án az iraki kormány felszólította Hít és Kabisa lakóit, hogy 48 órán belül hagyják el városaikat, hogy elkerülhessék a terület visszafoglalásáért vívott offenzívákat. Március 8-án az ISIL csapatai Zankourah kerületben előre törtek, ahol semmilyen ellenállással nem találkoztak a kormány katonái részéről.

## Az offenzíva
Március 12-én az iraki kormány offenzívát indított, hogy az ISIL-től visszafoglalja Hít kerületet. Aznap az USA vezette koalíció több légi támadást is intézett Híten belül, melyben több ISIL-vezetőt és -harcost megöltek, s ezt az iraki kormány is megerősítette.
Március 13-án a jelentések szerint az ISIL kivonta seregeit Hít környékéről, és itt az egyik szóvivő szerint a hadsereg szerzett meg területeket. Yahya Rasool, az iraki titkosszolgálat legfelsőbb szóvivője azt mondta a sajtónak: „A Daesh (ISIL) Hítben, Rutbában és Kubaysaban lévő seregeinek nagy része elmenekült a sivatag vagy más területek irányában.” korábban a hadsereg vezérezredese és egy polgármester is úgy nyilatkozott, hogy a harcosokat Rutbából, Anbár egyik sivatagi városából kiszorították, és alKáim felé haladnak tovább.
Március 14-én egy fiatal harcosokból álló csoport egy ISIL-tagok által lakott ház közelében tüzet nyitott a felkelők egyik különítményére, akik közül hatot megöltek, és felgyújtották a járművüket.
Március 17-én az Iraki Biztonsági Erők az iraki légierő által megtámogatott szövetséges szunnita törzsek segítségével harcot vívott az ISIL milicistáival, és kiűzték őket a Raáditól északnyugatra, Híttől délnyugatra fekvő al-Mohammadiból. Források szerint az Iraki Hadsereg 21 milicistát megölt a harcban, és kitűzték a község épületére az iraki zászlót. Eközben az amerikai vezetésű légierő valamint az iraki repülőgépek támogatásával a seregek és a szunnita törzsek előre tudtak hatolni Al Asad légibázisról két irányba is, Hít és a közeli Kabisa város felé is.
Március 19-én az Iraki Hadsereg visszafoglalta a Híttől nyugat-délnyugatra fekvő Kabisa városát. Aznap az ISIL a családjaik előtt lefejezett 5 civilt, akikről úgy gondolták, hogy az iraki kormány kémei.
Március 20-án a Hít közelében az iraki hadsereggel vívott csatában 20 ISIL-harcost öltek meg.
Március 21-én az Iraki Hadsereg 1 kilométerre megközelítette Hít keleti külvárosait. Aznap az iraki hadsereg ideiglenesen beszüntette a hadműveleteit, hogy legyen ideje a lakosságnak elhagyni a kerületet.
Március 22-én Hít legalább 10.000 lakója hagyta el a várost, de még a becslések szerint mindig 25.00 helybéli a városban maradt.
Március 25–30. között az amerikai vezetésű koalíció Hítben és környékén 17 légi támadást hajtott végre az ISIL állásai ellen.
Március 31-én a koalíció légi támadásai miatt Hítben az ISIL 17 harcosa vesztette életét. Miután az Iraki Hadsereg egy Hít felé haladó konvoja mellett öngyilkos merénylők robbantottak, a hadsereg nyolc katonája halt meg. Aznap a Hadsereg Híttől délre és nyugatra is szerzett vissza területeket. Egy biztonsági hírforrás szerint az iraki F–16-os repülőgépek Sharqatban és Hítben az iszlamisták több épületét és gyülekező helyét lebombázták.
Április 1-én az iraki hadsereg visszafoglalta a város északi részét. Az offenzíváról előbb azt mondták, hogy késleltetik, mivel a környező kerületekben az utcák mellett elhelyezett robbanószerek napokkal hátráltatták az előrenyomulást. Az iraki seregek azon voltak, hogy bekerítsék a várost. Mindezen felül Anbár kormányzóságból több csapatot Bagdadba kellett vezényelni, hogy biztosítsák az ottani tüntetéseket.
Április 2-án az Iraki Hadsereg Híthez nagyon közel egy sor ellentámadást hajtott végre, és visszafoglalta Basateen, Mourour, Saklat és Askari régióit. Ezalatt az ISIL 100, a hadsereg 15 tagja halt meg. Ezen kívül vadászrepülők is célba vették az ISIL rejtekhelyeit, valamint Anbár más részein további 13 terroristával végeztek. Ezalatt Hít al-Sen és Tal al-Marg kerületeiben egy fegyverraktárat és egy alagutat semmisítettek meg. Miután az ISIL milicistáival heves ütközeteket vívtak, az Iraki Biztonsági Erők tagjai és a velük szövetséges szunnita törzsi paramilitáris egységek elfoglalták a város keleti felén fekvő al-Ma'mil kerületet. Az iraki katonák az ISIL 14 tagját megölték, és a csata alatt megsemmisítettek egy robbanószerekkel megrakott autót. Eközben négy katona meghalt, három másik pedig megsebesült.
Április 2-án az iraki tisztviselők arról számoltak be, hogy Hít közelében az ISIL egyik földalatti börtönéből 1500, többségében civil foglyot szabadítottak ki. Ezt másnap a területért felelős hadsereg vezetője, Ali Ibrahim Daboun vezérőrnagy megcáfolta. Azt mondta, semmiféle börtönt nem találtak, de sok polgárt, köztük több családot „evakuáltak” Hítből. Más tisztviselők ezt megerősítették. Április 3-án a környező területekkel együtt a hadsereg visszafoglalta az ISIL-től a Híti Kiképző Központot, így már a kerületben egyedül Hít városa maradt az ISIL kezén.
Április 5-én arról számoltak be, hogy Hít kerület több mint 70%-át visszafoglalta az Iraki Biztonsági Erők alakulata. Az állami televízióban idézett helyi parancsnok szerint a hadsereg kiűzte a városból az ISIL-t, de a harcok még mindig folyamatban voltak. Az Iraki Hadsereg még nem teljesen szerezte vissza a város fölötti irányítást, az ellenőrizetlennek és törékenynek bizonyult. Az iraki parancsnok arról számolt be, hogy a felkelők megpróbálták visszaszerezni az egyik főutat, de ezt az akciót visszaverték. Az iraki erők – miután az ISIL elhagyta a város központi és keleti részét – megszállták a kormányépületeket is, az épületekre pedig kitűzték az iraki zászlót.
Április 8–ra az Iraki Hadsereg visszafoglalta Hít belvárosát, kiűzte a terroristák túlnyomó többségét a településről, de még mindig tovább folytatódtak a harcok. Az összetűzésekben legalább 30 iraki katonát megöltek, további 50-et pedig megsebesítettek.
Április 10-én az iraki seregek elfoglalták Al-Qal'a és Ummal kerületeit. Egy balesetben hat iraki katona meghalt, 13 pedig megsebesült, mikor az Iraki Hadsereg egyik konvja áthaladt Hít központjában a Hamam utcán. A bombák négy katonai járművet semmisítettek meg. Az USA és szövetségeseinek légiereje szintén bombázta az ISIL egyik állását Gesieratnál, Khan al-Baghdadi közelében, ahol az ISIL 16 tagja halt meg.
Április 11-én, miután a város központját teljes egészében ellenőrzésük alá vonták, az iraki zászlókat felvonták az önkormányzat épületének tetején. Abdul Ghani al-Assadi az Iraki Terrorellenes Szolgálat vezetője azt állította, a teljes város az ő ellenőrzésük alatt van. Azt mondta, csapatainak még pár környező területről el kel távolítania a terroristákat, de hozzátette, hogy az ISIL harcosai elkezdtek menekülni.
Április 12-én az Iraki Biztonsági Erők az ISIL-lel vívott heves tűzharc után visszafoglalták a Híti Tankórházat és a város középső részén lévő al-Jamayia kerületet, s eközben megölték a szervet 40 harcosát. Ugyanaznap a Terrorellenes Parancsnokság 3. speciális dandárjának vezetője, Sami Kadim al-Aredi bejelentette Hít al-Zohour, al-Qadisiyyah, és al-Shohada kerületeinek felszabadítását, melyben szerepe volt az Iraki Hadsereg 16. dandárjának is. Aznap Ismail al-Mahalawi vezérezredes, az Anbári Hadműveleti Parancsnokság parancsnoka bejelentette négy ISIL-harcos megölését, köztük egy öngyilkosságra készülő merénylőét.
Április 13-án az ISIL 33 milicistáját ölték meg, mikor fel akarták szabadítani Hít központjának egyik kerületét. A brit légierő gépei aznap légi támadásokat hajtottak végre, és ez is segített a milicistáknak a város keleti külrészén meglévő egyik utolsó erődítményét is megsemmisíteni, és lecsapni egy raktárra, ahol géppisztolyokat tároltak. A légi támadást végrehajtók hagyták, hogy az Iraki Hadsereg emberei bejussanak a kórházba, ahol egy robbanószerekkel megrakott műtőrészt találtak. Ezt később a RAF egyik repülőgépe felrobbantották.
Április 14-én Hít és Hít kerület még a felkelők kezén lévő részeit is megszerezte az Iraki Hadsereg. Brit repülőgépek megsemmisítették azokat a hajókat, melyekkel az ISIL tagjait akarták kimenekíteni a városból.

## Következmények
Április 16-án 40, a városból menekülni szándékozó ISIL-harcost az Iraki Biztonsági Erők letartóztattak. Április 23-án a hadsereg felszabadította a Hít kerülettől nyugatra fekvő Albu Naimt. A hadművelet alatt az ISIL több tucat tagjával végeztek.
Április 29-én az amerikai és koalíciós erők repülőivel megtámogatott iraki biztonsági erők és az őket segítő szunnita félkatonai csoportok Híttől nyugatra felszabadították Khazraj és Nuwy'im falvakat. Eközben az ISIL 13 harcosát megölték, valamint 3 katona meghalt, 5 pedig megsebesült. Eközben a sereg tagjai Kubaisa rendőrőrse mellett megöltek egy robbanóövet viselő, öngyilkos merényletre készülőt. Ugyanaznap az Iszlám Állam olyan sajtóközleményt adott ki, mely szerint ugyanazon város rendőrőrsénél öngyilkos merényletet hajtottak végre, s ebben 50 rendőrt és katonát megöltek.Az ISIL jelentése szerint négy militáns támadta meg az épületet: kettő felrobbantotta a bombáit, ketten pedig visszatértek.
Május 2-án délután az USA és szövetségesei Hít kerület Falij al-Sharqiya részében bombázták az ISIL gyülekezőhelyeit és erődítményeit, melyben az ISIL 11 tagja halt meg. Az Iraki Biztonsági Erők tagjai Hít keleti részében 200 robbanószert hatástalanítottak, valamint megsemmisítettek egy 23 mm-es gépfegyvert és egy rakétakilövőt.